# General Praporgescu (okręg Tulcza)
General Praporgescu – wieś w Rumunii, w okręgu Tulcza, w gminie Cerna. W 2011 roku liczyła 181 mieszkańców.